# Computer-on-module
Un computer-on-module (COM)  è un tipo di single-board computer (SBC) ed è considerato un sistema embedded. È un'estensione del concetto di System-On-Chip (SoC), e si trova a metà tra un computer completo e un microcontrollore. È simile ad un system-on-module (SOM), che è invece un circuito che integra una funzione di sistema in un singolo modulo.

## Design
I COM sono dei sistemi embedded completi e sono costruiti su una scheda a singolo circuito. Il design è incentrato su un microprocessore con la RAM, controllori input/output e tutte le altre caratteristiche per essere considerato un computer funzionale su un'unica scheda. Però, a differenza di un computer normale, il COM di solito ha la mancanza di connettori standard per le periferiche input/output.
Di solito il COM ha la necessità di essere attaccato su una "scheda vettore" (o "baseboard") che trasforma il bus di output in connettori standard per le periferiche. Alcuni COM, però, includono già connettori standard per le periferiche e possono essere utilizzati senza la baseboard.
Un sistema COM offre un'ottima soluzione da usare in sistemi informatici con applicazioni piccole o specializzate che richiedono un consumo di energia ridotto o piccole dimensioni fisiche, come nel caso degli embedded systems. Essendo un COM molto compatto e molto integrato, possono essere realizzate anche CPU molto complesse, anche con tecnologia multicore, su di esso.
Utilizzare una scheda vettore è un beneficio in molti casi, visto che può implementare interfacce I/O speciali, dispositivi di memoria, connettori o fattori di forma. Se necessario, separare la progettazione della baseboard e del COM rende la progettazione più modulare. Una baseboard disegnata per applicazioni speciali, può comportare da sola alti costi di progettazione. Se il processore e i principali controllori I/O sono montati sul COM, è più semplice, per esempio, fare l'upgrade della CPU a quella di generazione successiva, senza aver bisogno di ridisegnare la baseboard. Ciò diminuisce i costi e i tempi di progettazione. D'altro canto, però, ciò è possibile solo se le connessioni tra il COM e la scheda vettore rimangono compatibili dopo l'upgrade.
Alcuni devices incorporano anche un Field Programmable Gate Array (FPGA). funzioni basate sull'utilizzo del FPGA possono essere aggiunte come core IP direttamente al COM o alla baseboard. Usare core FGPA IP aggiunge modularità al progetto del COM, in quanto le funzioni I/O possono essere adatte ad usi specifici, senza l'obbligo di un estensivo ricablaggio del circuito stampato.

## Storia
I termini "Computer-on-Module" e "COM" furono coniati dal gruppo di ricerca VDC Inc. (Venture Development Corporation) (Natick, MA, USA) per descrivere questa classe di computer embedded.
Il termine COM è diventato più noto dopo l'industrializzazione del formato COM Express.